# Tre regni (Isole britanniche)
I Tre Regni (Union of the Crowns; gaelico scozzese: Aonadh nan Crùintean, letteralmente "unione delle corone") furono l'unione costituzionale di tutte le Isole britanniche (Inghilterra, Scozia e Irlanda) sotto un unico re ed un unico parlamento. L'Irlanda poté qualificarsi a livello di regno quando Enrico VIII la elevò dal rango di signoria che rivestiva in precedenza a quello appunto di stato sovrano nel 1542. La Scozia rimase un regno alla pari dell'Inghilterra sino a quando re Giacomo VI non ascese anche al trono d'Inghilterra ed a quello d'Irlanda. A partire dal 24 marzo 1603, dunque, tutti e tre i regni si trovarono sotto un unico sovrano. Dal 1776 la confederazione dei Tre Regni britannici divenne un modello per l'unione consanguinea delle Tredici colonie americane. I Tre Regni vennero dissolti quando l'Irlanda proclamò la propria indipendenza nel 1922.
L'unione dei Tre Regni si originò con la morte di Elisabetta I d'Inghilterra, l'ultima monarca della dinastia Tudor, che era cugina di primo grado di re Giacomo VI di Scozia e che non aveva avuto eredi.
L'unione era considerata un'unione personale e dinastica, con la corona di Scozia che rimase distinta e separata malgrado gli sforzi di Giacomo VI nel voler creare il nuovo "trono di Gran Bretagna". Inghilterra e Scozia continuarono ad essere stati sovrani, condividendo il sovrano con l'Irlanda (con un interregno dal 1649 al 1660 per via del Commonwealth di Oliver Cromwell ed il Protettorato), sino agli Acts of Union del 1707 durante il regno dell'ultima regina Stuart, Anna.

## La prima unificazione

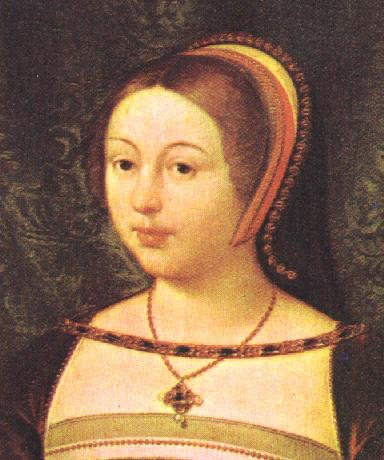
Margherita Tudor.

Nell'agosto del 1503, Giacomo IV di Scozia sposò Margherita Tudor, figlia primogenita di re Enrico VII d'Inghilterra, e lo spirito di questa nuova era inaugurata venne celebrato dal poeta William Dunbar nel suo The Thrissil and the Rois. Il matrimonio siglò infatti il Trattato di Pace Perpetua, concluso l'anno precedente, che in teoria avrebbe dovuto concludere per sempre le secolari rivalità anglo-scozzesi. Il matrimonio unì inoltre gli Stuart con i Tudor nell rispettive linee di successione, malgrado l'improbabilità di un principe scozzese di accedere al trono inglese. Molti, soprattutto in Inghilterra e tra i consiglieri del re, si dimostrarono particolarmente perplessi circa questa unione. Di fronte a questi timori Enrico VII si dice abbia detto:
La pace non fu perpetua in quanto venne disturbata già dal 1513 da Enrico VIII che era succeduto al padre quattro anni prima, il quale decise di dichiarare guerra alla Francia. Come risposta la Francia invocò i termini della Auld Alliance, l'antico legame che aveva con la Scozia. Giacomo quindi invase l'Inghilterra portando alla battaglia di Flodden Field.
Nei decenni che seguirono, le relazioni dell'Inghilterra con la Scozia furono turbolente. Alla metà del regno di Enrico i problemi della successione reale acquisirono dimensioni enormi. La linea di successione derivata da Margherita Tudor era stata esclusa dalla successione al trono inglese, anche se Elisabetta I durante il suo regno ritrattò questo fatto vedendo in Giacomo VI di Scozia il suo unico parente degno di succederle in quanto discendente da Giacomo IV e da Margherita Tudor.

## L'ascesa di Giacomo VI

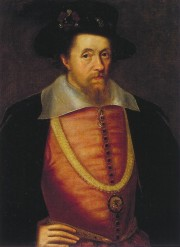
Giacomo VI di Scozia.

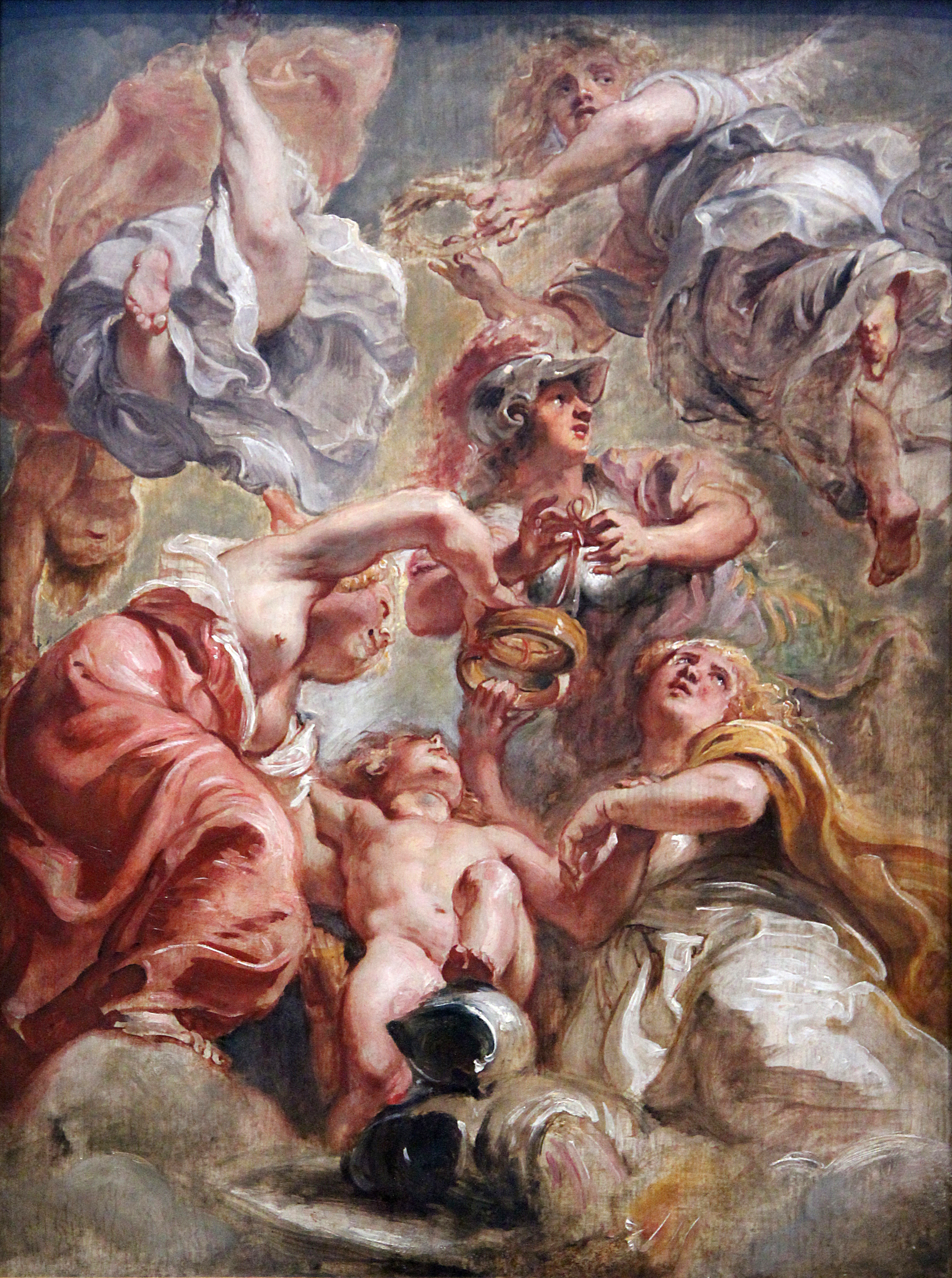
"Inghilterra e Scozia con Minerva e Cupido" dipinto allegorico dell'unione delle corone ad opera di Peter Paul Rubens.

Dal 1601, ultimo regno di Elisabetta I, alcuni politici inglesi tra cui il suo primo ministro Sir Robert Cecil, mantennero una corrispondenza segreta con Giacomo VI per preparare una sua possibile ascesa al trono inglese. Cecil consigliò Giacomo di non fare pressione sulla questione della successione, ma di trattare la regina semplicemente con la massima gentilezza ed il massimo rispetto. L'approccio si dimostrò valido: "Io spero che Voi non dubitiate" scrisse Elisabetta a Giacomo "della gratitudine che ho per voi riguardo alle ultime lettere che mi avete fatto recapitare e che certamente vi arrecheranno grande fortuna". Nel marzo del 1603, quando era ormai chiaro che la regina era sul punto di morire, Cecil inviò a Giacomo una bozza per la sua proclamazione d'ascesa al trono inglese. Le fortezze strategiche vennero allertate e Londra venne militarizzata sommessamente. Elisabetta morì alle prime ore del 24 marzo. Nel giro di otto ore, Giacomo venne proclamato re e la notizia venne universalmente accettata senza proteste o disordini come si pensava.
Il 5 aprile 1603, Giacomo lasciò Edimburgo alla volta di Londra, promettendo di tornare ogni tre anni (una promessa che non mantenne molto facilmente, tornando in scozia solo nel 1617 dopo ben quattordici anni di assenza), e procedette lentamente di villaggio in villaggio, così da arrivare nella capitale solo dopo il funerale di Elisabetta. Gli aristocratici locali ricevettero re Giacomo con una ospitalità sontuosa lungo la strada. Quando Giacomo entrò a Londra, venne accolto da una grande folla. Come riportò un testimone del fatto, la folla era così grande "da coprire tutti i campi; così eccitati dal vedere il nuovo sovrano che si insultavano e urtavano a vicenda". L'incoronazione inglese di Giacomo ebbe luogo il 25 luglio con delle elaborate allegorie predisposte da poeti drammatici come Thomas Dekker e Ben Jonson anche se le festività dovettero svolgersi in forma più ridotta per lo scoppio della peste. Londra impazzì per l'occasione: "Le strade sembravano pavimentate di persone," scrisse Dekker. "mentre gli stalli erano pieni di bambini e donne".
Qualunque timore l'Inghilterra avesse avuto dall'essere governata da uno scozzese, l'arrivo di Giacomo la spazzò via oltre ogni aspettativa. I travagliati anni del governo di Elisabetta e soprattutto le sue problematiche relative alla successione sembravano ora superate con un sovrano che già aveva una famiglia costituita e degli eredi. La luna di miele di Giacomo fu ad ogni modo di breve durata; una delle prime questioni che si pose era l'esatto status del suo titolo. Giacomo intendeva indicarsi come "Re di Gran Bretagna e Irlanda" ma il primo ostacolo fu il Parlamento d'Inghilterra.
Nel suo primo discorso all'assemblea del 19 marzo 1603, Giacomo VI citò chiaramente un manifesto reale;
Il Parlamento avrebbe ben rifiutato la poligamia; ma il matrimonio, se matrimonio doveva essere tra i regni d'Inghilterra e Scozia, doveva essere almeno morganatico. Le ambizioni di Giacomo vennero accolte con poco entusiasmo dai parlamentari che ovviamente intendevano difendere l'antico nome del reame d'Inghilterra. Venne sollevata ogni tipo di obiezione: tutte le leggi avrebbero dovuto essere riviste e tutti i trattati rinegoziati. Per Giacomo, la cui esperienza in parlamento era limitata a quello semi-feudale scozzese, tutto ciò era ovviamente scioccante. Egli decise di procedere passo per passo per assicurarsi unilateralmente il titolo di re di Gran Bretagna con un Proclama circa lo stile di Sua Maestà emanato il 20 ottobre 1604 nel quale scrisse "assumiamo da Noi stessi in chiarezza del Nostro diritto, il nome e lo stile di RE DI GRAN BRETAGNA, FRANCIA ED IRLANDA, DIFENSORE DELLA FEDE, ECC." . Questo fatto non solo sembrò una imposizione, ma venne male accolto pesino in Scozia dove la scarsa considerazione rivolta ai parlamentari locali nel prendere la decisione recò offese.

## Opposizione all'unione
In Scozia già si potevano vedere le prime avvisaglie del rischio che "il più piccolo venisse mangiato dal più grande" come Enrico VII aveva predetto. Uno di questi esempi agli occhi degli scozzesi era l'Irlanda, un regno di nome, ma (dal 1601) una nazione assoggettata de facto. John Russell, avvocato e scrittore dell'epoca, inizialmente entusiasta per "la felice e benedetta unione tra gli antichi reami di Scozia e Inghilterra" successivamente avvertì Giacomo:
Questi timori erano anche quelli del Parlamento scozzese. I suoi membri ottennero garanzia dal re che l'incorporazione dei due regni non avrebbe pregiudicato le antiche leggi e libertà scozzesi. Giacomo tentò sull'altro fronte di convincere gli inglesi che si sarebbe trattata di una unione come quella che intercorreva tra Inghilterra e Galles e che se la Scozia si fosse rifiutata "egli avrebbe forzato il loro assenso, avendo un forte partito in grado di opporsi al partito degli ammutinati". Nel giugno del 1604 i due partiti nazionali approvarono ciascuno un atto per nominare una commissione col fine unico di esplorare la possibilità di una "unione più perfetta". Giacomo si espresse ancora coi suoi oppositori in parlamento: "Chi sospetta di tutto quanto... merita di essere sepolto nel fondo del mare che egli vorrebbe creare per una separazione, quando è Dio stesso ad aver fatto questa unione".
La Union Commission aveva fatto pochi progressi in quanto troppe si presentavano le differenze in campo legislativo, commerciale e di cittadinanza: i confini erano divenuti "terra di nessuno".

### Animosità nazionale
Gli aristocratici scozzesi iniziarono a portarsi a Londra al fine di competere per le più alte posizioni al governo. Molti anni dopo sir Anthony Weldon scrisse:
Un'osservazione simile pervenne nella commedia Eastward Ho, una collaborazione tra Ben Jonson, George Chapman e John Marston circa la bella vita della colonia della Virginia:
La satira anti inglese proliferò e nel 1609 il re fu costretto ad emanare un decreto che puniva severamente quanti scrivevano "pasquinate, libelli, rime, commedie e qualsiasi altra malata occasione di dar sfogo a maligne insinuazioni nei confronti dell'Inghilterra..."
Nell'ottobre del 1605 l'ambasciatore veneziano a Londra annotò: "la questione dell'unione sarà, ne sono certo, risolta; per Sua Maestà non sarà facile in quanto entrambe le parti combattono con ostinazione piuttosto che con spirito di accomodamento; e pertanto Sua Maestà è propensa ad abbandonare la questione per il momento, ma penso che a breve verrà ripresa."

## Simboli dell'unione
Re Giacomo divise il proprio nuovo stemma reale creando un unico nuovo scudo per sottolineare l'unicità del nuovo regno. La creazione di una bandiera nazionale era necessaria e il disegno doveva essere fatto senza offendere le tradizioni o la dignità di un regno piuttosto che di un altro. Giacomo alla fine proclamò l'istituzione della Union Flag il 12 aprile 1606, ovvero l'unione della tradizionale croce di San Giorgio inglese e della Croce di Sant'Andrea scozzese nel medesimo vessillo. Gli scozzesi ad ogni modo notarono subito che nella nuova bandiera la croce rossa inglese sovrastava la croce bianca scozzese e come tale crearono una loro bandiera da usarsi in Scozia con le due parti invertite (questa venne usata in Scozia sino al 1707). Per anni le navi delle due nazioni continuarono a portare le loro rispettive bandiere malgrado il proclama. La Union Flag entrò ufficialmente in uso comune solo al tempo del Protettorato di Cromwell.

Stemma del Regno di Scozia, 1565–1603.
Stemma del Regno d'Inghilterra, 1558–1603.
Stemma del Regno d'Irlanda, 1541–1603.
Stemma del Regno di Scozia, 1603–1707.
Stemma del Regno d'Inghilterra e d'Irlanda, 1603–1707.
Bandiera del Regno di Scozia.
Bandiera del Regno d'Inghilterra.
Union Flag usata nel Regno di Scozia dall'inizio del XVII secolo al 1707.
Union Flag usata nel Regno d'Inghilterra, 1606–1707.
La Tudor rose dimezzata con il Cardo scozzese, insegna che Giacomo usò come simbolo personale.